# Stockholms Enskilda Bank
Stockholms Enskilda Bank, ofta kallad Enskilda Banken, var en bank med säte i Stockholm som existerade som eget företag 1856–1971. Banken grundades av A.O. Wallenberg. Med banken som instrument byggde familjen Wallenberg upp sin unika maktposition i svenskt näringsliv med maktposter i merparten av landets dominerande industrier. Maktposterna i banken överfördes så småningom till ett eget bolag, Providentia, som på 1990-talet fusionerades med Wallenbergs maktbolag Investor. 1972 slogs Stockholms Enskilda Bank samman med Skandinaviska banken och bildade Skandinaviska Enskilda Banken, idag SEB.

## Historik

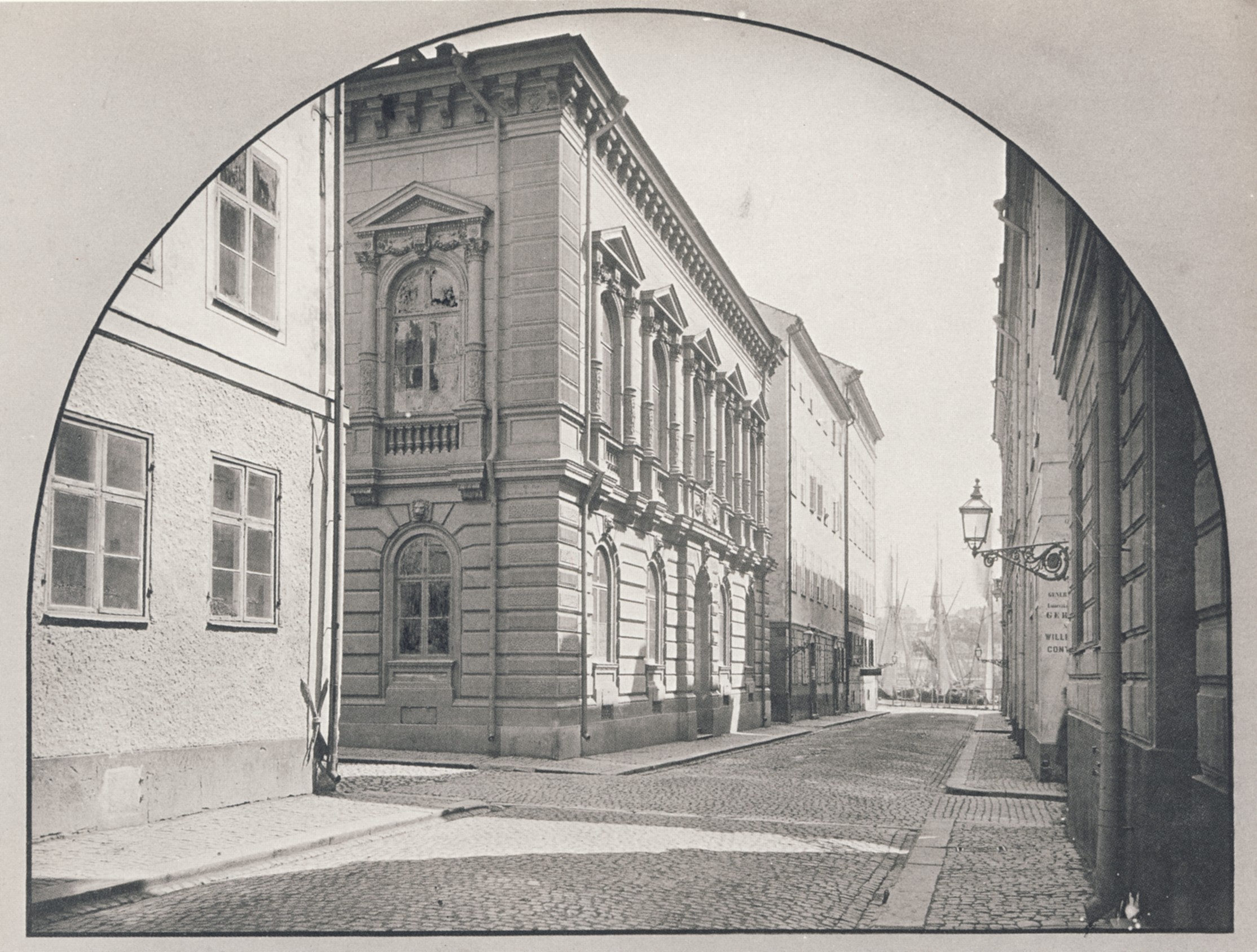
Stockholms Enskilda Banks byggnad i kvarteret Pan, Gamla stan.
Fotografi: Johannes Jaeger, 1870.

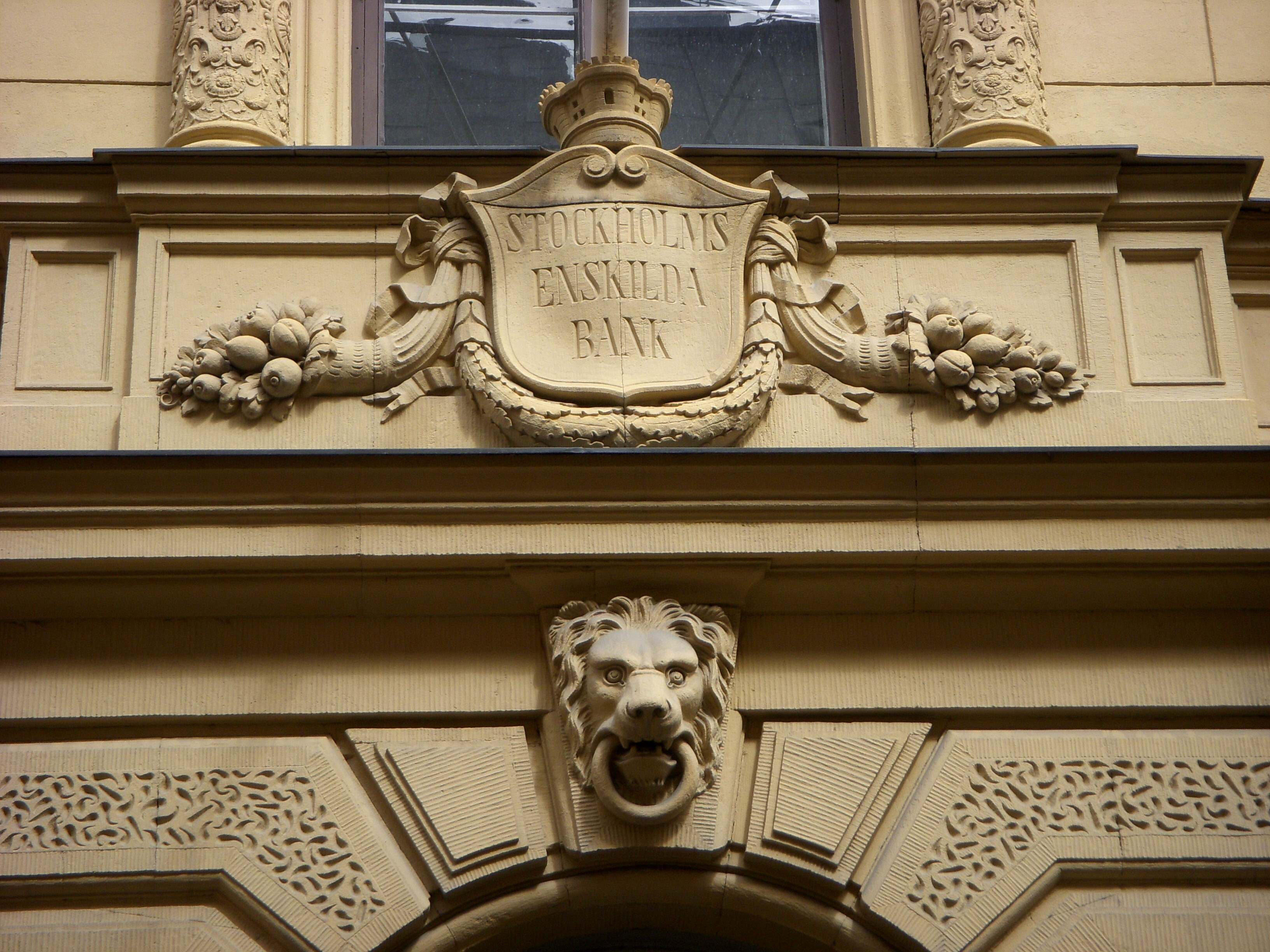
Gamla bankhuset vid Lilla Nygatan i Gamla stan år 2009.

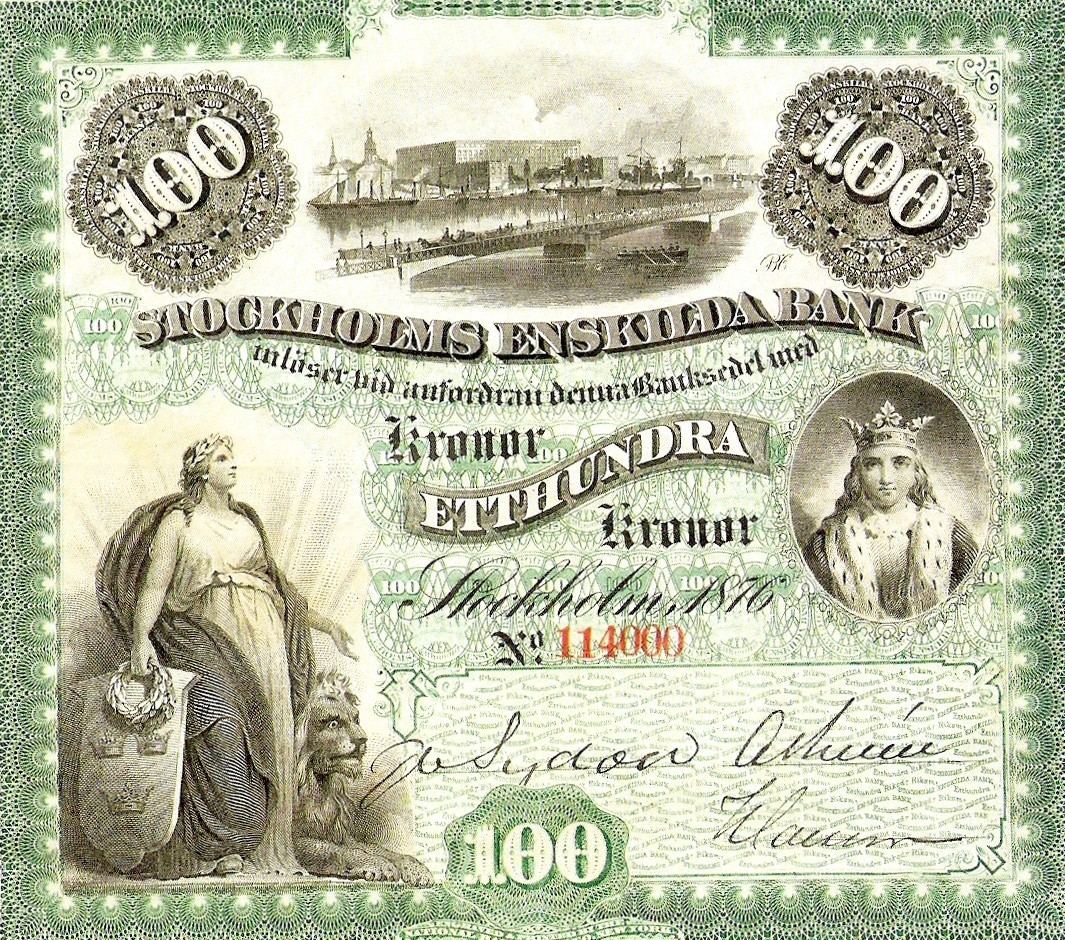
Sedel utgiven av Stockholms Enskilda Bank 1876. Tryckt på Jacob Bagges sedeltryckeri

Med grundandet av Stockholms Enskilda Bank år 1856 inleddes den moderna utvecklingen inom det svenska bankväsendet. Wallenberg betonade kraftigt bankernas uppgift att samla upp mindre besparingar som annars skulle ha legat döda på kistbottnen, och sätta dem i omlopp för att öka företagsamheten i landet. Därför, menade han, "borde bankkontoret ligga lika nära till hands som bagarboden".
Innan Stockholms Enskilda Bank grundades fanns det ingen privatbank i Stockholm. De som behövde låna pengar var tvungna att vända sig till Riksbanken, som använde sig av ett tungt och föråldrat system, eller till olika bolag eller privatpersoner som lånade ut pengar. De som sökte ett lån fick ofta vänta i veckor innan de fick ett ja eller nej, och i det Riksbankens fall berodde möjligheten till beviljande på när banken hade tillräckligt med pengar.
Wallenberg förändrade helt banktekniken till något mer lätthanterligt och effektivt. Han omvandlade bankväsendet från en byråkratisk institution till ett affärsfokuserat företag. Det visade sig snart att Stockholms Enskilda Bank verkligen fyllde ett efterlängtat behov. Bankens inlåning blev så omfattande att andra inom bankvärlden tvekade att lita på Wallenbergs siffror. Men efter hand började de att följa hans exempel.
Enskilda banken gjorde en lång tid lysande affärer och tjänade själv grova pengar på det uppsving i affärslivet som den hjälpte till att skapa. När ett bakslag kom med krisåret 1879, blev det banken som ytterst fick stå risken för de företag den lånat pengar åt. Ett tag såg det ut som om den skulle gå omkull. Banken visade sig dock vara stark nog att med hjälp av statliga lån uthärda den svåra krisen.
Från början gav Stockholms Enskilda Bank bara kredit till industrier, och mot slutet av 1800-talet spelade banken en stor roll i industriell byggnation, både som ledare och som initiativtagare. Banken tog över eller deltog i lån på över 80 miljoner kronor till staten, kommuner, industrier och järnvägar.
Bankhuset i Kvarteret Pan med adress Lilla Nygatan 23 i Gamla stan, byggdes 1860 av murmästaren Carl Hallström och var då stadens första privata bankpalats, och landets första större bankhus. Ritningarna hade upprättats av arkitekt Johan Fredrik Åbom.
1857 hävdade banken att den var den första i världen att anställa kvinnor och 1892 föreslogs att pensionsplaner skulle läggas upp för bankens personal.
1915 flyttade man in i det nya bankpalatset på Kungsträdgårdsgatan 8, ritat av Ivar Tengbom.

### Internationell recession
På slutet av 1920-talet spred sig en internationell recession över Europa, och saker och ting kulminerade när Ivar Kreuger dog i Paris i mars 1932. Efter Kreugerkraschen gavs familjen Wallenberg, som var en av huvudägarna i L.M. Ericsson genom Stockholms Enskilda Bank, huvudansvaret i företaget. Jacob Wallenberg var medlem i den falskt kungliga Internationella Kreugerkommittén, som hade som uppgift att se efter låntagarnas intressen.

### Andra världskriget
Före och under andra världskriget kallade svenska regeringen på bankens ledning för att diskutera handelsavtal med Tyskland, Storbritannien, USA och Finland.
Under kriget, 1939–1941, fick banken ett antal subsidier från det tyska företaget Bosch, som kom att bli inledningen på den så kallade Boschaffären. Uppköpen gjordes under förutsättningar att Bosch skulle kunna köpa tillbaka sina tillgångar efter kriget. Ett liknande avtal skrevs med Bosch i USA. Den amerikanska regeringen ansåg dock att detta var olagligt, klassade amerikanska Bosch som fiendens tillgångar och konfiskerade det 1943. I augusti 1945 anklagades Wallenbergfamiljen vidare för att samarbeta med nazisterna, vilket gjorde att den amerikanska regeringen nu svartlistade banken samt tillsatte en blockad mot banken som lyftes 1947.

### Efterkrigstiden
Efter kriget, 1946, slöts det första kollektivavtalet för bankanställda, och 1949 introducerades personalhanteringskommittéer med representanter för anställda. 1953 började banken använda sig av "bankbussar", ambulerande bankkontor, och banken moderniserades, inklusive införandet av hålkortsmaskiner. Utbetalning av löner med lönecheckar introducerades 1956 och banken började även lösa in andra bankers checkar.
Under 1960-talet blev banken i högre grad en industribank. Lån till industrier utgjorde hälften av bankens totala lån på totalt 2 miljarder kronor. Nya bankkontor öppnades också, och i slutet av 1960-talet hade banken 52 kontor.

### Hopslagning med Skandinaviska Banken
Den 1 januari 1972 slogs Stockholms Enskilda Bank ihop med Skandinaviska Banken och blev Skandinaviska Enskilda Banken, med mål att kunna möta konkurrensen med andra stora internationella banker. Den nya banken hade 6 730 anställda, 393 kontor, en väletablerad kundkrets och goda relationer med många av Sveriges största företag.
Vid sammanslagningen var Skandinaviska Banken ungefär tre gånger större än Stockholms Enskilda Bank, och familjen Wallenberg var klart kluven i om sammanslagningen skulle ske eller inte. Idén hade ursprungligen tagits fram av Marcus Wallenberg, medan den tidigare styrelseordföranden Jacob Wallenberg var en stor motståndare till idén. Detta skapade viss oro hos bankpersonalen, och i november 1971 begick VD:n Marc Wallenberg självmord, vilket gjorde att familjen inte längre hade någon naturlig efterföljare i branschen.

## Styrelseordförande
| År        | Styrelseordförande      |
| --------- | ----------------------- |
| 1856–1864 | L J Lovén               |
| 1864–1871 | Victor Cramér           |
| 1871–1874 | W Vretman               |
| 1875–1881 | Henning Hamilton        |
| 1881–1898 | F Wretman               |
| 1898–1911 | Otto Printzsköld        |
| 1911–1914 | Knut Agathon Wallenberg |
| 1914–1917 | Otto Printzsköld        |
| 1917–1938 | Knut Agathon Wallenberg |
| 1938–1943 | Marcus Wallenberg sr    |
| 1944–1946 | Johannes Hellner        |
| 1946–1950 | Robert Ljunglöf         |
| 1950–1969 | Jacob Wallenberg        |
| 1969–1971 | Marcus Wallenberg       |

## Företagsledare
| År        | Företagsledare            |
| --------- | ------------------------- |
| 1856–1886 | André Oscar Wallenberg    |
| 1886–1911 | Knut Agathon Wallenberg   |
| 1911–1920 | Marcus Wallenberg sr      |
| 1920–1927 | Joseph Nachmanson         |
| 1927–1946 | Jacob Wallenberg          |
| 1946–1958 | Marcus Wallenberg         |
| 1958–1971 | Marc Wallenberg jr        |
| 1971      | Hans Munck af Rosenschöld |